# Alejandro Núñez Alonso
Alejandro Núñez Alonso   (Gijón, 1905 - Barcelona, 7 d'octubre de 1982) fou un novel·lista, periodista i guionista de cinema espanyol, conegut sobretot per les seves novel·les històriques sobre Benasur i Semíramis

## Biografia
La seva primera vocació és el teatre. A mitjans dels anys 20, amb diversos drames inèdits sota el braç, es trasllada a Madrid per fer carrera com a dramaturg, però no aconsegueix estrenar les seves obres. Per guanyar-se la vida, treballa com a periodista en els diaris El heraldo i La Libertad, exercint en aquest últim com a crític de cinema. A finals de 1929 marxa a Mèxic, on conrea la pintura, treballa en diversos diaris (Excelsior, El Universal...), funda dues revistes (Imagen, Mapa y Arte y Plata) i publica les seves primeres novel·les: Konco (que va ser portada al cinema), Mujer de medianoche, història d'una prostituta, i Dias de huracán. L'any 1949 torna a Europa, on farà de corresponsal a Roma i París fins que torni a Espanya l'any 1953, quan publica La gota de mercurio (1954), monòleg interior amb influències de Joyce i Proust, que resulta finalista del premi Nadal. La segueixen Segunda agonía (1955) i Tu presencia en el tiempo (1955), novel·les ambientades a Mèxic. En els anys següents, a més de nombroses obres, desenvolupa dos cicles de novel·les històriques: el de Benasur de Judea i el de Semíramis. Les seves novel·les van tenir un gran èxit de públic i crítica (Premi Nacional de Literatura en 1957 i Premi de la Crítica en 1965). Tot i el seu èxit, després de la seva mort, cau en un gradual oblit; durant anys, totes les seves obres van romandre descatalogades, fins que Nabla Ediciones va començar a reeditar les sagues de Benasur i Semíramis l'any 2008.

## Obres

### Cicle de Benasur de Judea
Pentalogía de novel·les històriques ambientades en la Roma del segle I d. C. El seu protagonista és Benasur, un astut navarca jueu que fingeix lleialtat a Roma, però procura en secret la ruïna de l'Imperi. El contacte amb Crist i els apòstols modifica profundament el seu caràcter, portant-lo a un final inesperat.
- El lazo de púrpura (1956), Premi Nacional de Literatura. Reeditat per Nabla Ediciones (2008) ISBN 978-84-92461-12-7
- El hombre de Damasco (1958). Nabla Ediciones (2009) ISBN 978-84-92461-28-8
- El denari de plata (1959)
- La piedra y el César (1960)
- Las columnas de fuego (1961).

### Cicle de Semíramis
Tetralogía situada al segle ix aC, que gira al voltant de la llegendària reina Semíramis. Després de la mort del seu marit, el rei assiri Shamshiadad V, Semíramis aconsegueix prendre el poder de tota Mesopotàmia. Obsessionada per l'eterna joventut, marxa a la guerra a l'Índia per aconseguir un subministrament estable de la planta de Gilgamesh, que, segons ha descobert un metge egipci, atorga la longevitat. Encara que la reina té inclinacions lèsbiques, el seu gran amor és un misteriós rodamón consagrat al déu Enlil, Dungui. Els anys passen i la reina, que torna victoriosa de l'Índia, no envelleix. El seu fill, Adad-nirari III, aconsegueix la majoria d'edat i intenta disputar-li el poder, però Semíramis s'imposa i l'envia a la guerra a Urartu. El valgut de Semíramis, Beltarsiluma, un home madur descregut i enginyós, que havia estat també el seu preceptor, cau en desgràcia i és relegat a tasques acadèmiques a la ciutat de Borsippa. Des d'allí organitza una rebel·lió estudiantil contra la reina, que és alhora política i religiosa, car pretén convertir al déu de la saviesa, Nabu, en el rei dels déus. La reina s'imposa per la força i obliga a la seva antany preceptor al suïcidi. Cada vegada més inhumana, Semíramis es retira a un segon pla deixant que el seu net Tiglatpileser III governi, però mantenint el seu poder en l'ombra. Finalment, algú intentarà donar mort a la reina, l'eterna joventut de la qual sorprèn i horroritza als qui coneixen el seu secret.
- Semíramis (1965). Nabla Ediciones (2008) ISBN 978-84-92461-18-9
- Sol de Babilonia (1967)
- Estrella solitaria (1973)
- La reina desnuda (1974)

### Altres obres
- Páginas (1926) (assajos)
- Konco (1943)
- Mujer de medianoche (1945)
- Días de huracán (1949)
- La gota de mercurio (1954)
- Segunda agonía (1955)
- Tu presencia en el tiempo (1955)
- Cuando don Alfonso era rey (1962)
- Gloria en subasta (1964), Premi de la Crítica 1965. Reeditat per Nabla Ediciones (2009) ISBN 978-84-92461-20-2
- Pecado original (1964)
- Víspera sin mañana (1971)
- Al filo de la sospecha (1971)
- Arriba Israel (1977)